# The Devil in Miss Jones
The Devil in Miss Jones (traducida al español como El Diablo en Miss Jones o El Diablo y la señorita Jones) es una película pornográfica de 1973. Fue dirigida por Gerard Damiano (quien el año anterior había estrenado la exitosa Garganta profunda), y protagonizada por la debutante Georgina Spelvin y Harry Reems. Se considera un clásico del cine para adultos, estrenado durante la Edad de Oro del porno (1969-1984). Tras el éxito de Garganta Profunda en 1972, Damiano rodó la película en una planta de empaque de manzanas reconvertida en Milanville, Pensilvania. Junto con Garganta profunda y Detrás de la puerta verde, la película se asocia a una época de la cultura estadounidense conocida como «porno chic», en la que las películas eróticas para adultos empezaban a estrenarse al público en general, a ser comentadas públicamente por famosos (como Johnny Carson o Bob Hope) y a ser tomadas en serio por los críticos de cine (como Roger Ebert). El argumento de la película se inspiró en la obra de teatro de 1944 A puerta cerrada, del filósofo francés Jean-Paul Sartre.

## Sinopsis
Georgina Spelvin interpreta a Justine Jones, una solterona solitaria, virgen y deprimida, que decide que el suicidio es la única salida a su aburrida existencia rutinaria. Mientras está acostada en la bañera, Justine se abre las venas, muriendo en silencio mientras el agua se llena de su sangre.
Como ha vivido una vida «pura», pero se ha suicidado, la señorita Jones se encuentra a sí misma en el limbo. Allí conoce al Sr. Abaca (John Clemens), un ángel o algo parecido, que le informa que ella no puede entrar en el cielo porque se ha suicidado, y que debe pasar la eternidad en el limbo. Enojada con que su única indiscreción le haya dejado sólo las opciones del limbo o del infierno, le suplica al Sr. Abaca que la deje «ganarse» su lugar en el infierno permitiéndole regresar a la tierra y convertirse en la personificación de la lujuria. Después de una sesión intensa de dolor y placer con un hombre amenazante que sólo usa el nombre de «el Maestro» (Harry Reems), Justine tiene algunos encuentros extraños y sexualmente desviados, el último de los cuales es un gráfico trío con dos hombres.
Sin embargo, mientras está disfrutando de su nueva vida de lujuria, el breve tiempo que le fue concedido a Justine para satisfacerse se agota y tiene que enfrentase a la eternidad del infierno. En un primer momento, la señorita Jones se horroriza ante el dolor que se verá obligada a soportar, pero Abaca rápidamente disipa el mito humano común del Infierno y le promete a Justine que va a estar «muy cómoda...».
Justine, ahora una salvaje ninfómana, se encuentra confinada a una pequeña habitación con un hombre impotente que está más interesado en capturar moscas que en ella. Desesperadamente le ruega al hombre tener relaciones sexuales, pero él simplemente le pide que se calle mientras escucha el zumbido de sus insectos imaginarios.
Atrapada entonces en su propio infierno personal, el film finaliza mientras vemos a la señorita Jones gritando en agonía por toda la eternidad, sedienta de un placer sexual que nunca va a lograr por sus propios medios.

## Reparto
- Georgina Spelvin como Justine Jones
- John Clemens como Abaca
- Harry Reems como The Teacher (as Harry Reams)
- Marc Stevens  Segundo joven con Justine (como Mark Stevens)
- Levi Richards como tercer tipo  con Justine (como Rick Livermore)
- Judith Hamilton como primera joven con Justine (como Claire Lumiere)
- Sue Flaken como la segunda joven con Justine
- Gerard Damiano como  el hombre en la celda (como Albert Gork)